# The Fundamental Elements of Southtown
The Fundamental Elements of Southtown è il terzo album in studio del gruppo musicale statunitense P.O.D., pubblicato il 24 agosto 1999 dalla Atlantic Records.
Nel 2023 la rivista Loudwire l'ha inserito al ventunesimo posto nella sua lista dei 50 migliori album nu metal di sempre.

## Descrizione
Si tratta del primo album pubblicato dal gruppo per conto di un'etichetta discografica di rilievo almeno nazionale.
Nel 2000 ha venduto oltre 1 milione di copie piazzandosi al numero 51 della Billboard 200, e negli Stati Uniti è stato premiato con un disco di platino.
Dall'album furono estratti due singoli, Southtown e Rock the Party (Off the Hook). La lista tracce contiene anche una cover di Bullet the Blue Sky degli U2.

## Accoglienza
Stephen Thomas Erlewine, critico della rivista AllMusic, considerò l'album "una promettente prova d'esordio capace di alternare credibili episodi rap metal e vagamente reggae, per quanto fortemente derivativa".

## Tracce
1. Greetings – 1:29
2. Hollywood – 5:22
3. Southtown – 4:08
4. Checkin' Levels – 1:06
5. Rock the Party (Off the Hook) – 3:24
6. Lie Down – 5:09
7. Set Your Eyes to Zion – 4:06
8. Lo siento – 0:33
9. Bullet the Blue Sky – 5:18 – cover degli U2
10. Psalm 150 – 0:55
11. Image – 3:32
12. Shouts – 0:55
13. Tribal – 4:26
14. Freestyle – 3:57
15. Follow Me – 3:43
16. Outkast – 9:33

## Formazione
Gruppo
- Paul "Sonny" Sandoval - voce
- Marcos Curiel - chitarra
- Mark "Traa" Daniels - basso
- Noah "Wuv" Bernardo - batteria

Altri musicisti
- Lisa Papineau - voce aggiuntiva (tracce 5 e 9)
- DJ Circa – giradischi (tracce 4 e 5)
- Santos – percussioni
- Howard Benson – tastiere

## Classifiche

### Classifiche settimanali
| Classifica (2000) | Posizione massima |
| ----------------- | ----------------- |
| Nuova Zelanda     | 32                |
| Stati Uniti       | 51                |

### Classifiche di fine anno
| Classifica (2000) | Posizione |
| ----------------- | --------- |
| Stati Uniti       | 143       |